# Orsej blatoucholistý
Orsej blatoucholistý (Ficaria calthifolia) je bylina z čeledi pryskyřníkovitých.

## Popis
Orsej blatoucholistý je vytrvalá bylina nejčastěji 10–20 cm vysoká s kyjovitě ztlustlými kořenovými hlízami. Lodyha je vystoupavá, zpravidla nekořenující, pacibulky v paždí listů se nevyvíjí. Z jedné lodyhy vyrůstá většinou několik květních stopek. Listy jsou jednoduché, dlouze řapíkaté. Čepele jsou okrouhle až široce vejčité, lysé, na okraji nepravidelně vroubkované. Jisty často nahloučené do nevýrazné růžice, ze které vyráží několik květních stopek. Kališní lístky jsou asi 5–6 mm dlouhé, zelené, na okrajích blanité, lysé. Korunní lístky jsou úzce vejčité, žluté, nejčastěji 10–13 mm dlouhé. Tyčinek je mnoho. Kvete brzy na jaře, v březnu až v dubnu. Plodem je nažka, nažky jsou uspořádány do souplodí. Nažky bývají zpravidla dobře vyvinuty. Počet chromozómů je 2n=16. Mimo ČR je udáváno i 2n=24 a 2n=32.

## Rozšíření
Orsej blatoucholistý je přirozeně rozšířen v jižní části střední Evropy, ve východní a jihovýchodní Evropě, snad i v Malé Asii a na Kavkaze. Druh je často považován jen za poddruh orseje jarního. V České republice roste v nejteplejších oblastech Čech i jižní Moravy v loukách, sušších stráních a světlých lesích. Na rozdíl od orseje jarního se jedná o diploida, který vytváří nažky a netvoří pacibulky v paždí listů. To však platí jen ve střední Evropě, jinde jsou poddruhy orseje jarního, které jsou taky diploidní a pacibulky nevytváří.